# Listă de fotografi - N
|  | Listă de fotografi - N \| Liste alfabetice de fotografi A - Ă - Â - B - C - D - E - F - G - H - I - Î - J - K - L - M - N - O - P - Q - R - S - Ș - T - Ț - U - V - W - X - Y - Z - |

## Fotografi - N
| - Nachtwey, James - Nadar - Narahara, Ikkō - Nash, Graham - Nicolae, Ioan | - Negretti & Zambra (studiou) - Newton, Helmut - Newman, Arnold - Niépce, Nicéphore | - Nilsson, Lennart - Nixon, Nicholas - Notman, William - Nye, Lee |  |